# Джонс, Джек
Джек Джонс (англ. Jak Jones, род. 29 июля 1993 года) — валлийский профессиональный игрок в снукер, который начал выступать в мэйн-туре в сезоне 2010/11 года. Проживает в городе Кумбран, Уэльс.
В сезоне 2009/10 года Джонс стал победителем чемпионата Европы среди игроков до 19 лет, что дало ему право перейти в мэйн-тур и получить статус профессионала. В финале этого турнира он обыграл Энтони Макгилла из Шотландии со счётом 6:4. Также, в 2009 году Джонс был финалистом юниорского Pot Black Cup и 4-го турнира серии PIOS.
По итогам своего дебютного сезона в мэйн-туре Джонс занял 94 место и покинул «высшую лигу» снукера. После победы на чемпионате Европы по снукеру в 2016 году снова вернулся в мэйн-тур.
В 2024 году Джек Джонс сенсационно выступил на Чемпионате мира по снукеру. Он обыграл в квалификации Джейми Кларка и Чжоу Юэлуна, а в основной стадии турнира — Чжана Аньду, Сы Цзяхуэя, Джадда Трампа, Стюарта Бинхэма и дошел до финала, в котором, однако, проиграл Кайрену Уилсону 14—18.